# جيمس والاس
جيمس والاس (بالإنجليزية: James Wallace)‏ (مواليد 19 ديسمبر 1991 في ليفربول - إنجلترا) لاعب كرة قدم إنجليزي يلعب حاليا لصالح نادي الدرجة الممتازة إيفرتون الإنجليزي منذ 2005 في مركز الوسط المهاجم .
وهو رئيس الكشافة الحالي في بريستون نورث إند. بدأ حياته المهنية في أكاديمية الشباب في إيفرتون بعمر 13 عاما ، وتقدم من خلال نظام شباب النادي قبل اللعب بانتظام مع فريق الاحتياط. بعد سلسلة من القروض ل بيري, مقاطعة ستوكبورت, شروزبري تاون, ستيفنيج و ترانمير روفرز ، غادر إيفرتون في النهاية دون أن يلعب مباراة في الدوري ، وانضم إلى ترانمير على أساس دائم في عام 2012 ثم شيفيلد يونايتد في عام 2014. ولد والاس في ليفربول ، ومثل إنجلترا في مستوى أقل من 19 عاما وأقل من 20 عاما ، على الرغم من تمثيل جمهورية أيرلندا في مستوى أقل من 16 عاما.

## مهنة النادي

### إيفرتون
انضم والاس إلى أكاديمية إيفرتون للشباب في سن 13 ، قبل أن ينضم إلى الاحتياط ويتقدم في النهاية إلى الفريق الأول.ظهر لأول مرة مع إيفرتون ضد سيجما أولوموك في الدوري الأوروبي في أغسطس 2009 ، حيث جاء كبديل في الدقيقة 66 في التعادل 1-1 في أولوموك.كان من المقرر أن يكون ظهور والاس الوحيد للفريق الأول في حملة 2009-10 ، حيث تم تهميشه في وقت لاحق من ذلك العام بسبب مشكلة فتق مزدوج مما أبعده عن العمل حتى عام 2010.بعد عدم ظهوره مع الفريق الأول في بداية موسم إيفرتون 2010-11 ، انضم والاس إلى بيري في صفقة إعارة لمدة شهر واحد في نوفمبر 2010.

## روابط خارجية
- جيمس والاس على موقع الاتحاد الأوربي (الإنجليزية)
- جيمس والاس على موقع قاعدة بيانات كرة القدم.إي يو (الإنجليزية)
- جيمس والاس على موقع Soccerbase.com (لاعب) (الإنجليزية)
- جيمس والاس على موقع Soccerway.com (الإنجليزية)
- جيمس والاس على موقع عالم كرة القدم.نت (الإنجليزية)
- جيمس والاس على موقع كووورة